# Slaget vid Dettingen
Slaget vid Dettingen var ett slag under det österrikiska tronföljdskriget, mellan Frankrike och de allierade, Storbritannien, Hannover och Österrike. Det ägde rum 27 juni 1743 vid Dettingen i Bayern. De allierade segrade. Den allierade styrkan leddes av kung Georg II. Slaget vid Dettingen var det senaste slag där en brittisk monark själv hade befälet över armén.